# Trifolium schimperi
Trifolium schimperi är en ärtväxtart som beskrevs av Achille Richard. Trifolium schimperi ingår i släktet klövrar, och familjen ärtväxter. IUCN kategoriserar arten globalt som livskraftig. Inga underarter finns listade i Catalogue of Life.